# Snohomish (rivière)
Pour les articles homonymes, voir Snohomish.
La Snohomish est un cours d'eau de l'État de Washington, aux États-Unis. Il naît de la confluence de la Skykomish et de la Snoqualmie et se jette dans la baie de Port Gardner, partie du Puget Sound, entre Everett et Marysville. La rivière Pilchuck est son principal affluent.